# Comuna Ghioroiu, Vâlcea
Ghioroiu este o comună în județul Vâlcea, Oltenia, România, formată din satele Căzănești, Ghioroiu (reședința), Herăști, Mierea, Poienari și Știrbești.

## Demografie
Componența etnică a comunei Ghioroiu
     Români (93,53%)
     Alte etnii (6,47%)
Componența confesională a comunei Ghioroiu
     Ortodocși (93,6%)
     Alte religii (0,07%)
     Necunoscută (6,32%)
Conform recensământului efectuat în 2021, populația comunei Ghioroiu se ridică la 1.344 de locuitori, în scădere față de recensământul anterior din 2011, când fuseseră înregistrați 1.822 de locuitori. Majoritatea locuitorilor sunt români (93,53%). Din punct de vedere confesional, majoritatea locuitorilor sunt ortodocși (93,6%), iar pentru 6,32% nu se cunoaște apartenența confesională.

## Politică și administrație
Comuna Ghioroiu este administrată de un primar și un consiliu local compus din 9 consilieri. Primarul, Vicențiu-Constantin Oprișan[*], de la Partidul Național Liberal, este în funcție din 1 noiembrie 2024. Începând cu alegerile locale din 2024, consiliul local are următoarea componență pe partide politice:
|  | Partid                    | Consilieri | Componența Consiliului | Componența Consiliului | Componența Consiliului | Componența Consiliului | Componența Consiliului |
|  | ------------------------- | ---------- | ---------------------- | ---------------------- | ---------------------- | ---------------------- | ---------------------- |
|  | Partidul Național Liberal | 5          |                        |                        |                        |                        |                        |
|  | Partidul Social Democrat  | 4          |                        |                        |                        |                        |                        |